# Doberlet
Doberlet je priimek več oseb:
- Aleš Doberlet (*1961), fotograf
- Franc Doberlet (1832 - 1916), obrtnik, organizator gasilstva
- Meta Virant Doberlet (*1961), biologinja, entomologinja
- Milenko Doberlet (1903 - 1956), lutkar
- Tjaša Doberlet, gradbenica, predav.
- Vasja Doberlet (*1946), fotograf, organizator